# Corvo-marinho-pelágico
O corvo-marinho-pelágico (Urile pelagicus) é uma ave marinha da família Phalacrocoracidae. Esta espécie vive ao longo das costas do norte do Pacífico; durante o Inverno também pode ser encontrada em oceano aberto.

## Taxonomia
São reconhecidas duas subespécies:
U. p. pelagicus - costas asiáticas do Pacífico Norte, desde o nordeste da Sibéria até ao Japão e ao Nordeste da China, e ainda as ilhas Aleutas e o Alasca até ao oeste do Canadá.
U. p. resplendens - Sudoeste do Canadá (Colúmbia Britânica) até ao Noroeste do México (Baixa Califórnia).